# Haeckelia
Famille
Genre
Synonymes
- Chlorella Stechow, 1921[2]
- Owenia Kölliker, 1853[2]

Haeckelia est un genre de cténophores de l'ordre des Cydippida, le seul de la famille des Haeckeliidae.

## Taxonomie
Attention, le genre Haeckelia Carus, 1863 ne doit pas être confondu avec Haeckelia Kirkaldy, 1904  qui est synonyme du genre Leptoglossus (hémiptères).

## Liste des espèces
Selon World Register of Marine Species (24 novembre 2015) :
- genre Haeckelia Carus, 1863
  - Haeckelia beehleri (Mayer, 1912)
  - Haeckelia bimaculata C. Carré & D. Carré, 1989
  - Haeckelia filigera (Chun, 1880)
  - Haeckelia rubra (Kölliker, 1853)